# Wesley Lautoa
Wesley Lautoa (* 25. August 1987 in Épernay) ist ein französisch-neukaledonischer ehemaliger Fußballspieler.

## Karriere
Lautoa stammt aus der Jugend des RC Épernay Champagne und wechselte 2008 weiter zu AFC Compiègne.
Zwei Jahre später ging er zum damaligen Zweitligisten CS Sedan. 2012 schloss Lautoa sich dem FC Lorient an und debütierte in der Ligue 1. Insgesamt fünfeinhalb Jahre spielte er für die Mannschaft aus der Bretagne und kam auf 128 Erstligaeinsätze in dieser Zeit.
2017 folgte dann der Wechsel zum Ligarivalen FCO Dijon für 1,5 Millionen Euro Ablösesumme und einem Vertrag über drei Jahre. Am ersten Spieltag der Saison zog sich Lautoa nach nur zehn Minuten im Spiel bei Olympique Marseille (0:3) einen Beinbruch zu.
Ein Nachweis für einen Länderspieleinsatz konnte bislang nicht erbracht werden.